# Quando l'amore...
Quando l'amore è un album di Christian del 1987.
Inciso nel 1987 dalla PolyGram. Produttore Maurizio Fabrizio, Arrangiatori: Aldo De Scalzi e Claudio Guidetti. Art Director: Luciano Tallarini.

## Tracce
1. Aria e musica
2. Io e te
3. Grande
4. Senza parole
5. Dolcissimo
6. Quando l'amore se ne va
7. Portami via
8. C'è un altro mondo domani
9. Era ancora inverno